# 白花绿绒蒿
白花绿绒蒿（学名：Meconopsis argemonantha）为罂粟科绿绒蒿属下的一个种。

## 扩展阅读
- 維基物種上的相關：白花绿绒蒿